# Сокола и Зимния войник
„Сокола и Зимния войник“ (на английски: The Falcon and the Winter Soldier) е американски минисериал, създаден от Малкълм Спелман.
Базиран е на едноименните персонажи на Марвел Комикс. Минисериалът се състои от 6 епизода и излиза по Disney+ от 19 март 2021 г. Сериалът е част от Киновселената на Марвел.
Това е вторият сериал от Марвел Студио и следва титулярните герои, след участието им в Отмъстителите: Краят. Минисериалът е част от Четвърта фаза.

## Главни герои
- Антъни Маки – Сам Уилсън / Сокола / Капитан Америка
- Себастиан Стан – Джеймс „Бъки“ Барнс / Зимния войник / Белия вълк
- Уайът Ръсел – Джон Уолкър / „Капитан Америка“ / Щатски агент
- Ерин Келиман – Карли Моргентау
- Дани Рамирес – Хоакин Торес
- Адеперо Одуйе – Сара Уилсън
- Джордж Сейнт Пиер – Джордж Батрок
- Дон Чийдъл – Джеймс „Роуди“ Роудс / Бойната машина
- Емили Ванкамп – Шарън Картър / Агент 13 / Брокерът на сили
- Флоренс Касумба – Айо
- Даниел Брюл – Хелмут Земо / Барон Земо
- Джулия Луис-Драйфус – Валентина Алегра де Фонтейн

## Гостуващи герои
Карл Лъмбли – Айзия Брадли

## Епизоди
| № | # | Заглавие                                            | Режисура      | Сценарий                        | Първо излъчване  | Първо излъчване  | Рейтинг (в милиони) |
| - | - | --------------------------------------------------- | ------------- | ------------------------------- | ---------------- | ---------------- | ------------------- |
| 1 | 1 | Новият световен ред ("New World Order")             | Кари Скогланд | Малкълм Спелман                 | 19 март 2021 г.  | 19 март 2021 г.  | Излъчен онлайн      |
|   |   |                                                     |               |                                 |                  |                  |                     |
| 2 | 2 | Осеяният със звезди човек ("The Star-Spangled Man") | Кари Скогланд | Майкъл Кастелейн                | 26 март 2021 г.  | 26 март 2021 г.  | Излъчен онлайн      |
|   |   |                                                     |               |                                 |                  |                  |                     |
| 3 | 3 | Брокерът на сили ("Power Broker")                   | Кари Скогланд | Дерек Колстад                   | 2 април 2021 г.  | 2 април 2021 г.  | Излъчен онлайн      |
|   |   |                                                     |               |                                 |                  |                  |                     |
| 4 | 4 | Целият свят гледа ("The Whole World Is Watching")   | Кари Скогланд | Дерек Колстад                   | 9 април 2021 г.  | 9 април 2021 г.  | Излъчен онлайн      |
|   |   |                                                     |               |                                 |                  |                  |                     |
| 5 | 5 | Истина ("Truth")                                    | Кари Скогланд | Дейлан Мусон                    | 16 април 2021 г. | 16 април 2021 г. | Излъчен онлайн      |
|   |   |                                                     |               |                                 |                  |                  |                     |
| 6 | 6 | Един свят, един народ ("One World, One People")     | Кари Скогланд | Малкълм Спелман и Джоузеф Сойър | 23 април 2021 г. | 23 април 2021 г. | Излъчен онлайн      |
|   |   |                                                     |               |                                 |                  |                  |                     |